# João Maria de Abreu Castelo Branco
João Maria de Abreu Castelo Branco (28 de Maio de 1789, Fornos de Algodres - 7 de Janeiro de 1878, Lisboa) foi um político português.
Era 1º visconde e depois 1º conde de Fornos de Algôdres; 13º senhor da casa solar de Abreus Castelos-Brancos em Fornos de Algodres; 10º senhor do morgado de Juncaes; 9º senhor do morgado de Nª S. da Anunciada; 5º senhor do morgado de S. Francisco de Penela; 4º senhor do prazo de Vila Marim; Senhor do morgado das Bruceiras, do prazo da Covilhã e Alcaria, das quintas da Granja, dos Cardeais e Paul do Barbancho em Santarém. Fidalgo Cavaleiro. Par do reino. Grã-cruz das Ordens de Cristo e de Isabel a Católica. Juiz Conselheiro no Supremo Tribunal de Justiça. Governador civil dos distritos do Porto, Braga, Coimbra, Guarda e Madeira.

## Biografia
Natural de Fornos de Algodres, doutorou-se em Direito pela Universidade de Coimbra, seguiu carreira de magistratura e foi juiz de fora em Ovar.
Nomeado desembargador da relação de Goa, partiu para a Índia, tendo de abandonar esse estado por razões políticas, refugiando-se então Bombaim de onde partiu para o Reino de Portugal. Em Portugal foi governador civil dos distritos de Coimbra, Braga, Guarda, Porto e Funchal, passando depois a juiz conselheiro do Supremo Tribunal de Justiça.
Foi fidalgo da casa real, par do reino e grã-cruz das ordens de Cristo e de Nossa Senhora da Conceição de Vila Viçosa e de Carlos III de Espanha. 
O título de Visconde foi-lhe concedido por duas vidas por Decreto de 30 de Setembro de 1851, tendo sido elevado à grandeza como Conde, também em duas vidas, por Decreto de 12 de Março de 1866.

## Dados genealógicos
Casou duas vezes, a primeira com D. Luísa de Sousa Pimenta de Saavedra Santa Marta, e a segunda com sua sobrinha D. Maria José de Abreu Castelo-Branco.
Faleceu sem descendência, sucedendo-lhe como segundo conde de Fornos de Algodres, seu irmão Alexandre de Abreu Castelo Branco, nascido em Fornos de Algodres a 5 de Maio de 1806.
Sucedeu-lhe no viscondado, por sua própria disposição confirmada pela coroa, e em verificação da segunda vida deste título, sua sobrinha Eduarda Henriqueta de Abreu Castelo Branco de Amaral e Sousa, segunda viscondessa de Fornos de Algodres. Eduarda Henriqueta viria a casar-se a 13 de Janeiro de 1869 com Manuel Nicolau de Abreu Castelo Branco, igualmente sobrinho do primeiro conde, filho de seu irmão Alexandre, e futuro terceiro conde de Fornos de Algodres.